# سیارک ۳۴۹۱
سیارک ۳۴۹۱ (به انگلیسی: 3491 Fridolin، نامگذاری:1984SM4) سه هزار و چهارصد و نود و یکمین سیارک کشف شده‌است که در ۳۰ سپتامبر ۱۹۸۴ کشف شد.
قدر مطلق سیارک برابر ۱۲٫۴۰ است.